# Phlogiellus subinermis
Phlogiellus subinermis é uma espécie de aranha pertencente à família Theraphosidae (tarântulas).